# 第8回ベルリン国際映画祭
第8回ベルリン国際映画祭は1958年6月27日から7月8日まで開催された。

## 概要
1951年からはじまったベルリン国際映画祭であるが、1958年は更に国際的なラインナップとなり、来場者数も増えていった。また、日本から出品された今井正監督の『純愛物語』が監督賞に選ばれた。

## 受賞
- 金熊賞：『野いちご』（イングマール・ベルイマン）
- 銀熊賞
  - 審査員特別賞：『ふたつの目、12本の手』（ラジャラム・ヴァンクドレ・シャンタラム）
  - 監督賞：今井正 （『純愛物語』）
  - 男優賞：シドニー・ポワチエ （『手錠のまゝの脱獄』）
  - 女優賞：アンナ・マニャーニ （『野性の息吹き』）

## 上映作品

### コンペティション部門
長編映画のみ記載。アルファベット順。邦題がついていない場合は原題の下に英題。
| 題名 原題                                                 | 監督                                      | 製作国                   |
| --------------------------------------------------------- | ----------------------------------------- | ------------------------ |
| 愛する時と死する時 A Time to Love and a Time to Die       | ダグラス・サーク                          | アメリカ合衆国           |
| 恋はすばやく Anna di Brooklyn                             | ヴィットリオ・デ・シーカ Carlo Lastricati | イタリア フランス        |
| カイロ中央駅 Bab el hadid                                 | ユーセフ・シャヒーン                      | エジプト                 |
| 怪談 白夜の妖女                                           | 滝沢英輔                                  | 日本                     |
| Der 10. Mai                                               | フランツ・シュナイダ                      | スイス                   |
| Djajaprana                                                | Kotot Soekardi                            | インドネシア             |
| ふたつの目、12本の手 Do ankhen barah haath                | ラジャラム・ヴァンクドレ・シャンタラム    | インド                   |
| それはある晴れた日に起こった Es geschah am hellichten Tag | ラディスラオ・ヴァホダ                    | 西ドイツ スイス スペイン |
| Guld og grønne skove (The Girls Are Willing)              | ガブリエル・アクセル                      | デンマーク               |
| 恐怖の砂 Ice-Cold in Alex                                 | J・リー・トンプソン                       | イギリス                 |
| 純愛物語                                                  | 今井正                                    | 日本                     |
| 国境の村 La legge è legge                                 | クリスチャン＝ジャック                    | イタリア フランス        |
| Los Dioses ajenos (Strange Gods)                          | ロマン・ヴィニオリ・バレット              | アルゼンチン             |
| Miriam                                                    | William Markus                            | フィンランド             |
| 灰の水曜日 Miércoles de ceniza                            | ロベルト・ガバルドン                      | メキシコ                 |
| 制服の処女 Mädchen in Uniform                             | ゲツァ・フォン・ラドヴァニ                | 西ドイツ フランス        |
| Oi Paranomoi                                              | ニコス・コンドゥルロス                    | ギリシャ                 |
| Shab-neshini dar jahannam (A Party in Hell)               | Mushegh Soruri Samouel Khachikian         | イラン                   |
| 野いちご Smultronstället                                  | イングマール・ベルイマン                  | スウェーデン             |
| 手錠のまゝの脱獄 The Defiant Ones                         | スタンリー・クレイマー                    | アメリカ合衆国           |
| 秘境の情熱 Tumulto de Paixões                             | ジグムント・スリストラフスキー            | アメリカ合衆国           |
| Una Cita de amor                                          | エミリオ・フェルナンデス                  | メキシコ                 |
| Ut av mørket                                              | Arild Brinchmann Alex Brinchmann          | ノルウェー               |
| 野性の息吹き Wild Is the Wind                             | ジョージ・キューカー                      | アメリカ合衆国           |
| ¡Viva lo imposible! (Long Live the Impossible!)           | ラファエル・ヒル                          | スペイン                 |

1. ↑  1931年版のリメイク

## 審査員
- フランク・キャプラ （アメリカ/監督）
- J・ノヴァイス・テイシェイラ（J. Novais Teixeira、ブラジル/）
- ゲルハルト・ランプレヒト（西ドイツ/監督）
- ポール・ローサ （イギリス/監督）
- ドゥイリオ・コレッティ （イタリア/監督）
- 田中路子 （日本/女優）
- ジャン・マレー （フランス/俳優）
- ゲルハルト・T・ブッフホルツ（Gerhard T. Buchholz、西ドイツ/脚本家）
- ウィリー・ハース （西ドイツ/脚本家）
- レオポルト・ライテマイスター（Leopold Reitemeister、西ドイツ/）
- L・B・ラオ（L.B. Rao、インド/）